# Haut-Vent
Haut-Vent, parfois orthographié Hautvent, est un hameau de la commune de Fosses-la-Ville (Entre-Sambre-et-Meuse) dans la province de Namur (Région wallonne de Belgique).
Avant la fusion des communes de 1977, Haut-Vent faisait déjà partie de la commune de Fosses-la-Ville.

## Situation
Haut-Vent est le prolongement sud-ouest de la ville de Fosses-la-Ville. Il se situe sur le versant oriental de la vallée de la Biesme entre l'étang de Bambois en amont et au sud et la ville de Fosses-la-Ville en aval et au nord. Le hameau, très étendu, s'articule autour de la rue Haut-Vent rejointe par plusieurs rues : les rues des Forges, Colonry, Neuve, de la Plage, du Château d'Eau et du Tisserand.